# Twierdzenie Mohra-Mascheroniego
Twierdzenie Mohra-Mascheroniego - mówi, że jeżeli dana konstrukcja geometryczna jest wykonalna za pomocą cyrkla i linijki, to jest wykonalna za pomocą samego cyrkla, pod warunkiem, że ograniczymy się do wyznaczania punktów konstrukcji, a pominiemy rysowanie linii. Wynik ten został opublikowany w roku 1672 przez Georga Mohra, był jednak nieznany aż do roku 1928. Niezależnie od Mohra twierdzenie zostało odkryte przez Lorenzo Mascheroniego w roku 1797.